# Defesa Civil do Estado de São Paulo
A Defesa Civil do Estado de São Paulo é o órgão responsável pelas ações preventivas e de prestação de socorro por desastres no âmbito do Estado de São Paulo.
No estado a Defesa Civil teve sua origem após os resultados desastrosos decorrentes das intensas chuvas ocorridas em Caraguatatuba (1967) e dos incêndios dos edifícios Andraus (1972) e Joelma (1974) que ceifaram inúmeras vidas devido à falta de rápida coordenação dos órgãos públicos e integração com a comunidades.
O governo paulista, a mercê dos desastres, percebeu a necessidade da criação de um órgão que, ao mesmo tempo, pudesse prevenir a ocorrência destes eventos ou, na impossibilidade da prevenção, pudesse minimizar seus efeitos.

## História
Criado pelo Decreto 7.550, de 9 de fevereiro de 1976, o Sistema Estadual de Defesa Civil foi reorganizado em 16 de junho de 1995 pelo Governador Mário Covas mediante o Decreto 40.151. Possui uma Coordenadoria Estadual de Defesa Civil (CEDEC), subordinada diretamente ao Governador do Estado e dirigida pelo Coordenador Estadual de Defesa Civil. Constitui-se no órgão Central do Sistema de Defesa Civil do Estado de São Paulo.
As Coordenadorias Regionais de Defesa Civil (REDEC) atuam no interior do estado e na região metropolitana. São em número de dezenove, tendo como principal atribuição a formação, a orientação e o apoio às Coordenadorias Municipais de Defesa Civil (COMDEC) em todos os municípios.
A Defesa Civil é a organização de toda a sociedade para a autodefesa e fundamenta-se no princípio de que nenhum governo, sozinho, consegue suprir a todas as necessidades dos cidadãos. Uma comunidade bem preparada é aquela que tem mais chances de sobreviver.
É uma atividade permanente que se desenvolve através de ações desenvolvidas em cinco fases: - Prevenção: quando medidas são adotadas visando evitar a ocorrência de desastres; Preparação: refere-se a capacitação e treinamento dos agentes públicos e da população para atuar frente a eventos inevitáveis; Mitigação: que é a busca constante pela minimização de riscos e desastres em todas as demais fases; - Resposta: que se divide em socorro, quando todo o esforço é feito no sentido de se evitar perdas humanas ou patrimoniais na área atingida por desastres, e assistência, quando são criadas condições de abrigo, alimentação e atenção médica e psicológica às vítimas e desabrigados; - Recuperação: quando investimentos são feitos objetivando o retorno, no mais curto espaço de tempo possível, das condições de vida comunitária existentes antes do evento e, simultaneamente, prevenindo-se ou procurando minimizar as consequências de futuros desastres.
A Defesa Civil do Estado de São Paulo, em seus quase 39 anos de existência, evoluiu por meio da experiência adquirida nos diversos eventos calamitosos em que participou, coordenando ações, suplementando e apoiando Municípios e munícipes em seus momentos mais difíceis.
As ocorrências de maior destaque foram:
· 1983 - Inundações do Vale do Ribeira, Rio Paraná e São Paulo, que atingiram 86 municípios, causando 32 mortos e mais de 65.500 desabrigados;
· 1984 - Incêndio de Vila Socó, em Cubatão, com 93 mortos e 1.500 desabrigados;
· 1985/1986 - Grande Estiagem que afetou 199 municípios, com o desenvolvimento de programas que atenderam mais de 316.000 pessoas;
· 1985/1986 - Fenômeno "Buraco de Cajamar", que atingiu 480 residências desabrigando 2.400 pessoas;
· 1987 - Inundações em 24 municípios da Região Metropolitana de São Paulo, que deixou 53 vítimas fatais e mais de 21.000 desabrigados;
· 1995 - Explosão de depósito clandestino de fogos de artifício no Bairro de Pirituba, em São Paulo, que provocou 15 mortes e deixou 24 pessoas feridas;
· 1996 - Desabamento de parte do Shopping de Osasco, com 37 mortos e 380 feridos;
· 1996 - Queda do avião Fokker 100 da TAM em São Paulo, com 99 vítimas fatais;
· 1997 - Enchentes no Vale do Ribeira, que deixaram 4 mortos e mais de 15.400 pessoas desabrigadas;
· 1998 - Novamente enchentes no Vale do Ribeira, com mais de 6.400 desabrigados;
· 1998 - Desabamento do teto da Igreja Universal do Reino de Deus, em Osasco, com 24 mortos e 539 feridos;
· 1998 - Acidente rodoviário do Município de Araras, onde o choque de caminhões de combustível com ônibus de romeiros deixou 54 vítimas fatais e 39 feridos;
· 2000 - Enchentes e Escorregamentos de terra no Vale do Paraíba, que causaram 11 vítimas fatais e mais de 6.500 pessoas desabrigadas;
· 2005 – Escorregamentos em São Bernardo do Campo, que resultaram em 09 vítimas fatais
· 2007 - Desabamento nas obras da estação Pinheiros do Metrô, que causaram 07 vítimas fatais;
· 2007 - Queda do Airbus A320 da TAM em São Paulo, com 199 vítimas fatais;
· 2010 - Inundação em São Luiz do Paraitinga que resultou em 01 vítima fatal, 97 desabrigados e 881 desalojados;
· 2011 – Inundações no Vale do Ribeira que resultou em 4500 desabrigados e 1500 desalojados;
· 2013 – Inundações em Cubatão e corrida de massa na Rodovia Imigrantes e ETA Pilões, causando 1 óbito, 473 desabrigados e 1200 desalojados;
· 2014 - Inundação e corridas de massa em Itaóca, que resultaram em 25 óbitos, 2 desaparecidos, 21 desabrigados e 332 desalojados;
· 2014 - Estiagem em Tambaú que comprometeu o sistema de abastecimento de água do município, afetando toda a população (cerca de 22.000 habitantes) e fundamentando a decretação de situação de emergência.
Esses eventos e todos os outros atendimentos diários prestados pela Defesa Civil do Estado denotam a importância da postura preventiva, que é semeada e fortalecida por intermédio de cursos de capacitação voltados para agentes públicos e para o público infanto-juvenil, da publicação de matérias técnicas e informativas, do engajamento em diversos eventos e campanhas de prevenção, bem como por meio da implementação de planos de contingência e da operacionalização dos Planos Preventivos de Defesa Civil (PPDC’s), como por exemplo o específico para escorregamentos na baixada santista e litoral norte do estado, em vigência há 26 anos, que foi a centelha para o desenvolvimento dos demais PPDC’s de escorregamento (ABC, Região Metropolitana de São Paulo, Vale do Paraíba e Serra da Mantiqueira, Campinas, Sorocaba e aglomeração urbana de Jundiaí) e dos PPDC’s de inundação (Vale do Ribeira e Região Metropolitana de São Paulo).
Para aprimorar a operação dos PPDC’s, o Estado de São Paulo possui atualmente 208 municípios com algum instrumento de identificação de áreas de risco (mapeamento, setorização ou cadastramento), priorizando a Macrometrópole Paulista (76% da população do Estado que residem nessa região). As áreas apontadas são direcionadas para as inundações e deslizamentos. Neste sentido, o Estado de São Paulo realiza parcerias, com utilização de recursos próprios, para contratação de órgãos especializados (Instituto Geológico e Instituto de Pesquisas Tecnológicas) para realizarem os mapeamentos e setorizações nos municípios prioritários para o Estado, de acordo com o histórico e suscetibilidade a desastres.
Como desastres normalmente acontecem sem dia e horário marcados, a Coordenadoria Estadual de Defesa Civil - CEDEC, dispõe de um Núcleo de Gerenciamento de Emergências - NGE, funcionando 24 horas por dia. Para receber as informações e acionar órgãos e recursos necessários para um pronto atendimento às regiões afetadas por desastres, o NGE conta com equipes treinadas e, em situações específicas, como durante a operação dos Planos Preventivos de Defesa Civil - PPDC, com a parceria de diversos órgãos técnicos como o IPT - Instituto de Pesquisas Tecnológicas e o IG - Instituto Geológico, que realizam vistorias de campo visando preservar vidas humanas, através da remoção preventiva de pessoas em áreas de risco, ou interditando os locais.
Meteorologistas de plantão confeccionam diariamente Boletins Meteorológicos que são encaminhados aos municípios por correio eletrônico e disponibilizados no sítio eletrônico da CEDEC/SP, para prevenir ocorrências e antecipar providências de gestão por parte dos municípios.
Emitem-se também alertas sobre condições meteorológicas regionais e locais com maior potencial de risco, divulgadas aos agentes públicos municipais por meio de serviço de mensagens curtas (SMS, do inglês Short Message Service).
Todo o monitoramento é realizado com os radares do Instituto de Pesquisas Meteorológicas (IPMET), do Sistema de Alerta a Inundações do Estado de São Paulo (SAISP), do Sistema Meteorológico do Paraná Instituto Tecnológico (SIMEPAR), da Rede de Meteorologia da Aeronáutica (REDEMET) e da própria empresa contratada pela CEDEC/SP para realizar o acompanhamento meteorológico do Estado, acrescidos de dados dos aeroportos, Meteorologia Aérea (METAR), das estações meteorológicas automatizadas (INMET), postos automatizados de medição pluviométrica e fluviométrica do (SAISP/DAEE) e imagens de satélite. Realiza-se também, o monitoramento das bacias hidrográficas pelo DAEE em parceria com a CEDEC/SP, por meio de 4 salas de situações: São Paulo, Registro, Taubaté e Piracicaba.
Foi desenvolvido pela Defesa Civil do Estado de São Paulo o Sistema Integrado de Defesa Civil - SIDEC, que é uma plataforma de gerenciamento entre os níveis estadual e municipal, servindo como banco de dados para consultas, solicitações e atividades de ensino. O SIDEC é uma ferramenta georreferenciada, o que facilita a tomada de decisão do gestor estadual e municipal no momento da gestão do risco.
Com objetivo de aprimorar o monitoramento diário realizado, em 2014 a Defesa Civil Estadual, em parceria com o CEMADEN/ Ministério da Ciência e Tecnologia (Centro Nacional de Monitoramento e Alerta de Desastres Naturais), auxiliou na instalação de Plataformas de Coleta de Dados Pluviométricos (PCD’s), conhecidas como pluviômetros automáticos, que possibilitará a produção de alertas mais precisos sobre os riscos das cidades, otimizando o trabalho realizado pelo município, e consequentemente beneficiando a população. Ao todo o CEMADEN instalou aproximadamente 530 PCD’s e com nosso auxílio há a previsão de mais 100 PCD’s instaladas no início de 2015. Com esses equipamentos pretendemos completar os 208 municípios da Macrometrópole Paulista, região onde operacionalizamos os 9 Planos Preventivos de Defesa Civil.
A Defesa Civil Estadual realiza também obras preventivas e recuperativas, através do estabelecimento de convênios com os municípios. Nos últimos 5 anos foram construídas e reconstruídas 159 pontes, 8 galerias de águas pluviais, além de 55 outras obras que englobam a construção de muros de contenção e poços artesianos, totalizando 222 obras com um custo total de mais de 73,88 milhões (R$ 73.880.280,46) de reais, beneficiando 158 municípios e mais de 6 milhões pessoas no Estado de São Paulo.
Outra ação coordenada pela CEDEC/SP é o Programa Estadual de Prevenção de Desastres Naturais e Redução de Riscos (PDN), em que diversos atores do Estado se reúnem mensalmente para articulação e estratégia de prevenção de risco a desastres e riscos geológicos, indicando maneiras de evitar, reduzir e gerir as situações de risco. De forma inovadora, o programa articula ações e projetos das secretarias e instituições públicas do estado que trabalham com riscos geológicos e desastres naturais para alcançar melhores resultados. Entre os órgãos participantes, temos: Secretaria de Estado da Educação, Instituto Geológico (IG), Corpo de Bombeiros (CB), Polícia Militar (PMESP), Departamento de Águas e Energia Elétrica (DAEE), Instituto de Pesquisas Tecnológicas (IPT), Companhia de Desenvolvimento Habitacional e Urbano (CDHU) e a Companhia de Tecnologia de Saneamento Ambiental (CETESB).
A Coordenadoria Estadual de Defesa Civil de São Paulo, por meio da Divisão de Planejamento, Legislação e Ensino, tem impulsionado a capacitação dos agentes de defesa civil dos municípios paulistas, por meio de oficinas de redução de risco para a Operação Verão e para a Operação Estiagem, abrangendo as principais regiões do Estado de São Paulo, a fim de que sejam transmitidas informações essenciais para as fases de prevenção, preparação, mitigação, resposta e recuperação dos desastres. Ao todo apenas no ano de 2014 foram realizadas 20 oficinas presenciais em todo o território paulista, sendo 7 preparatórias para a Operação Verão e 13 para a Operação Estiagem.
Paralelamente, realiza parcerias com Universidades e órgãos educacionais para gestão do conhecimento e aprimoramento à pesquisa, a fim de que a prevenção e a resposta aos desastres estejam cada vez mais pautadas pela técnica e fundamentada pela ciência. Destacamos nesse contexto a criação do CEPED/USP (Centro de Estudos e Pesquisas de Desastres da Universidade de São Paulo) no ano de 2013; a parceria com a UNIVESP (Universidade Virtual do Estado de São Paulo), que proporciona o curso à distância para agentes e gestores de Defesa Civil, que conta com 11 módulos, com 260 horas–aula; com a EVESP (Escola Virtual de Programas Educacionais do Estado de São Paulo), da Secretaria de Estado da Educação, que propiciou o desenvolvimento do Curso “Defesa Civil: A Aventura”, que se apresenta em 9 módulos, destinado aos alunos da rede pública de ensino fundamental e médio, objetivando a mudança de comportamento e a consciência do risco e da prevenção.
Como apoio aos municípios, a CEDEC/SP também realiza campanhas de prevenção, com a produção de materiais gráficos, com dicas de como evitar afogamentos, deslizamentos, como se proteger das tempestades, das enchentes e como agir no período da estiagem. Em parceria com a SABESP, com o objetivo de difundir a cultura de autoproteção, por meio da mudança de conduta individual na busca da preservação de vidas, é desenvolvida todos os anos a “Campanha de preservação às vitimas de raios” que divulga orientações de como agir durante tempestades acompanhadas de raios, por meio de fixação de faixas informativas nas principais praias paulistas (baixada santista, litoral norte e valo do ribeira). As faixas trazem os seguintes dizeres: “CHUVA, RAIO E TROVOADA... SE O TEMPO FECHAR FUJA DA PRAIA E DO MAR”.
Outros materiais de cunho pedagógicos a serem destacados, voltados às crianças, são o Gibi da Operação Corta Fogo (voltado para o período de estiagem), a Cartilha para colorir de Defesa Civil. Ainda buscando alcançar o público infantil, foi criado o personagem "BORBINHA", em homenagem ao Bandeirante Borba Gato, por meio de quem fluem conselhos e orientações de prevenção, na linguagem pedagógica adequada.
Por fim, vale destacar que nos municípios paulistas existe o Código telefônico 199 - Disque Defesa Civil, serviço não tarifado, cuja finalidade é servir como canal de comunicação entre a população e órgãos locais de Defesa Civil nos casos de emergências.

## Missões
A Defesa Civil é a organização de toda a sociedade para a autodefesa por meio de ações de prevenção, mitigação, preparação, resposta e recuperação voltadas à proteção e defesa civil.
Uma comunidade bem preparada é aquela que tem mais chances de enfrentar situações adversas.
Entre outras medidas, cabe a ela, coordenar e supervisionar as ações de defesa civil, manter e atualizar as informações específicas, elaborar e implementar programas e projetos, prever recursos orçamentários para as ações assistências, capacitar recursos humanos, providenciar a distribuição e controle de suprimentos e propor a decretação ou homologação de situação de emergência ou de estado de calamidade pública.
As ações de Defesa Civil, com a função básica de proteger a vida, por meio de ações de prevenção, mitigação, preparação, resposta e recuperação voltadas à proteção e defesa civil.
Um dos problemas mais sérios para a organização dos trabalhos de prevenção e combate as calamidades é obter a participação da comunidade. Isso porque, na época atual, especialmente nas grandes cidades, por suas características psico-sociais, os cidadãos são levados a situar-se em um universo maior, neutralizando a sua sensibilidade e reduzindo sua atenção a interesses mais próximos e imediatos ou a problemas locais de pequeno porte. O homem, cada vez mais, tende a preocupar-se com assuntos estranhos e distantes, e chega a desconhecer as dificuldades de seus vizinhos.
A comunidade caracteriza-se pelo consenso de trabalho, de cooperação e de concorrência de esforços, existentes em um determinado grupo de pessoas ou entidades, em face de interesses comuns que devem prevalecer em situações normais ou anormais. Todo homem deve sentir-se parte integrante do lugar onde vive, influenciando e recebendo influência do meio, das tradições, hábitos e costumes. Deve participar dos problemas e das aspirações locais. Precisará ser estimulada, por todos os meios, a participação social, individual e coletiva, de forma a ser obtida a mobilização e a motivação despertadoras da criatividade, na administração da solidariedade humana, mantendo o sentimento de autodefesa.
Somente assim poderemos ao menos evitar a perda de vidas preciosas, reduzir os prejuízos, e minorar o sofrimento das populações assoladas por catástrofes que não puderem ser prevenidas totalmente.